# Палмейра-дуз-Индиус
Палмейра-дуз-Индиус (порт. Palmeira dos Índios) — муниципалитет в Бразилии, входит в штат Алагоас. Составная часть мезорегиона Сельскохозяйственный район штата Алагоас. Входит в экономико-статистический микрорегион Палмейра-дуз-Индиус. Население составляет 70 148 человек на 2007 год. Занимает площадь 461 км². Плотность населения — 150,9 чел./км².
Покровителем города считается Богоматерь ду-Ампару.

## История
Город основан в 1835 году.

## Статистика
- Валовой внутренний продукт на 2004 год составляет 171 275,00 реалов (данные: Бразильский институт географии и статистики).
- Валовой внутренний продукт на душу населения на 2004 год составляет 2474,00 реала (данные: Бразильский институт географии и статистики).
- Индекс развития человеческого потенциала на 2000 год составляет 0,666 (данные: Программа развития ООН).